# Teófilo Braga
Joaquim Teófilo Fernandes Braga (Ponta Delgada, 24 de Fevereiro de 1843 – Lisboa, 28 de Janeiro de 1924), que assinava Theophilo Braga, foi um poeta, filólogo, sociólogo, filósofo, ensaísta e político português. Estreia-se na literatura em 1859 com Folhas Verdes. Bacharel, Licenciado e Doutor em Direito pela Universidade de Coimbra, fixa-se em Lisboa em 1872, onde leciona literatura no Curso Superior de Letras (actual Faculdade de Letras da Universidade de Lisboa). Da sua carreira literária contam-se obras de história literária, etnografia (com especial destaque para as suas recolhas de contos e canções tradicionais), poesia, ficção e filosofia, tendo sido ele o introdutor do Positivismo em Portugal. Depois de ter presidido ao Governo Provisório da República Portuguesa, a sua carreira política terminou após exercer fugazmente o cargo de Presidente da República, em substituição de Manuel de Arriaga, entre 29 de Maio e 5 de Outubro de 1915.

## Biografia
Joaquim Teófilo Fernandes Braga nasceu na cidade de Ponta Delgada, ilha de São Miguel, nos Açores, filho de Joaquim Manuel Fernandes Braga, oriundo de Braga, engenheiro militar e oficial do exército miguelista e posteriormente professor de Matemática e Filosofia no Liceu de Ponta Delgada, e de Maria José da Câmara Albuquerque, natural da ilha de Santa Maria. Os pais estavam ligados a famílias da aristocracia. O pai fazia parte da expedição miguelista enviada para os Açores no início da Guerra Civil Portuguesa, tendo sido feito prisioneiro na tomada da ilha de São Miguel pelas forças liberais e desterrado para a ilha de Santa Maria, onde conheceu a futura esposa, originária da melhor aristocracia daquela ilha.
Foi o último dos sete filhos do primeiro casamento de seu pai, dos quais três faleceram na infância. A mãe também faleceu precocemente a 17 de Novembro de 1846, quando Teófilo tinha apenas 3 anos de idade. A sua morte, e a má relação que teria com a madrasta, com quem seu pai casou dois anos depois, marcaram decisivamente o seu temperamento fechado e agreste.
Iniciou muito cedo a actividade profissional, empregando-se na tipografia do jornal A Ilha, de Ponta Delgada, no qual também colaborou como redactor. Nesse período colaborou com outros periódicos da ilha de São Miguel, entre os quais os jornais O Meteoro e O Santelmo.
Frequentou o Liceu de Ponta Delgada e em 1861 partiu para Coimbra, cidade em cujo Liceu concluiu o ensino secundário. Apesar de ter saído de Ponta Delgada com a intenção de cursar Teologia e enveredar por uma carreira eclesiástica, em 1862 optou pela matrícula no curso de Direito da Universidade de Coimbra.
Enquanto estudante em Coimbra, face a uma ajuda paterna insuficiente, trabalhou como tradutor e recorreu a explicações e à publicação de artigos e poemas para financiar os seus estudos. Fortemente influenciado pelas teses sociológicas e políticas do positivismo, cedo aderiu aos ideais republicanos.
Aluno brilhante, quando em 1867 terminou o curso foi convidado pela Faculdade de Direito a doutorar-se, o que fez defendendo em 26 de Julho de 1868 uma tese intitulada História do Direito Português: I: Os Forais. Contudo, a sua pública adesão aos ideais republicanos levaram a que fosse preterido quando em 1868 concorreu para professor da cadeira de Direito Comercial na Academia Politécnica do Porto. O mesmo sucedeu em 1871 quando concorreu para o cargo de lente da Faculdade de Direito da Universidade de Coimbra.
Fixou-se então em Lisboa, iniciando a sua actividade como advogado e, nesse mesmo ano de 1868, casou com Maria do Carmo Xavier, de quem teve três filhos. A esposa faleceu em 1911 e os filhos, muito jovens, ainda antes desta data, sendo pois já viúvo e sem filhos quando ascendeu ao cargo de Presidente da República.
A 18 de Maio de 1871 foi um dos doze signatários do programa das Conferências Democráticas do Casino Lisbonense, interrompidas por uma portaria do também açoriano António José de Ávila, ao tempo presidente do Governo.
Em 1872, concorreu a lente da cadeira de Literaturas Modernas do Curso Superior de Letras, sendo provido no lugar na sequência de um concurso onde teve como opositores Manuel Pinheiro Chagas e Luciano Cordeiro.
No Curso Superior de Letras dedica-se ao estudo da literatura europeia, com destaque para os autores franceses, e iniciou uma carreira académica que o levou a publicar uma extensa obra filosófica fortemente influenciada pelo positivismo de Auguste Comte. Essa influência positivista foi decisiva no seu pensamento, na sua obra literária e na sua atitude política, fazendo dele um dos mais destacados membros da geração doutrinária do republicanismo português.
Em 1878 fundou e passou a dirigir com Júlio de Matos a revista O Positivismo. Nesse mesmo ano iniciou a sua acção na política activa portuguesa concorrendo a deputado às Cortes da Monarquia Constitucional Portuguesa integrado nas listas dos republicanos federalistas. A partir desse ano exerceu vários cargos de destaque nas estruturas do Partido Republicano Português.

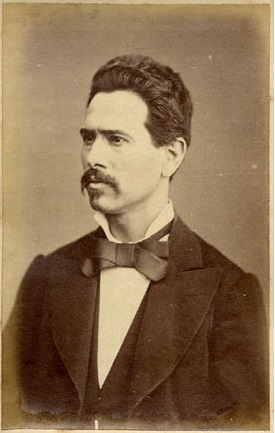
Teófilo Braga em 1882.

Em 1880 passou a colaborar com a revista Era Nova (1880-1881), da qual foi diretor. Nesse mesmo ano, com Ramalho Ortigão, organizou as comemorações do Tricentenário de Camões, momento alto da articulação do Partido Republicano, de onde sai com grande prestígio. As comemorações camonianas foram encaradas por Teófilo Braga como uma aplicação do projecto positivista de substituir o culto a Deus e aos santos pelo culto aos grandes homens.
A partir de 1884 passa a dirigir a Revista de Estudos Livres (1883-1886), em parceria com Teixeira Bastos, um seu antigo aluno no Curso Superior de Letras que se revelaria como um dos principais divulgadores do positivismo em Portugal.
Colaborou ainda no jornal humorístico A Comédia Portuguesa (1888-1902), começado a editar em 1888 e em diversas publicações periódicas, nomeadamente na Revista Contemporânea de Portugal e Brasil (1859-1865), no semanário portuense A Esperança (1865-1866), nas revistas: Renascença (1878-1879?), A Arte Musical (1898-1915), Arte e vida (1904-1906), Livre Exame (1885-1886), Atlantida (1915-1920), Brasil-Portugal (1899-1914), Contemporânea  (1899-1914), Galeria republicana (1882-1883), Illustração Portugueza (iniciada em 1903), Luz e Vida (1905), O Pantheon (1880-1881), A semana de Lisboa (1893-1895), e O Académico (1878).
Em 1890 foi pela primeira vez eleito membro do directório do Partido Republicano Português (PRP). Nessa condição, a 11 de Janeiro de 1891 foi um dos subscritores do Manifesto e Programa do PRP, em cuja elaboração colaborara. Este manifesto, e a sua apresentação pública, precederam em três semanas a Revolta de 31 de Janeiro de 1891, no Porto, à qual Teófilo Braga, como aliás a maioria dos republicanos lisboetas, se opôs.
Em 1 de Janeiro de 1910 torna-se membro efectivo do directório político, conjuntamente com Basílio Teles, Eusébio Leão, José Cupertino Ribeiro e José Relvas.
A 28 de Agosto de 1910 é eleito deputado republicano por Lisboa às Cortes monárquicas, não chegando contudo a tomar posse por entretanto ocorrer a implantação da República Portuguesa.
Por decreto publicado no Diário do Governo de 6 de Outubro do mesmo ano é nomeado presidente do Governo Provisório da República Portuguesa saído da Revolução de 5 de Outubro de 1910. Naquelas funções foi de facto chefe de Estado, já que o primeiro Presidente da República Portuguesa, Manuel de Arriaga, apenas foi eleito a 24 de Agosto de 1911. Por estas datas foi capa do jornal castelhano Los Sucesos, periodico ilustrado.
Quando Manuel de Arriaga foi obrigado a resignar do cargo de presidente da República, na sequência da Revolta de 14 de Maio de 1915, Teófilo Braga foi eleito para o substituir pelo Congresso da República, a 29 de Maio de 1915, com 98 votos a favor, contra um voto de Duarte Leite e três votos em branco. Sendo um presidente de transição, face à demissão de Manuel de Arriaga, cumpriu o mandato até ao dia 5 de Outubro do mesmo ano, sendo então substituído por Bernardino Machado. Foi a sua última participação na vida política activa.

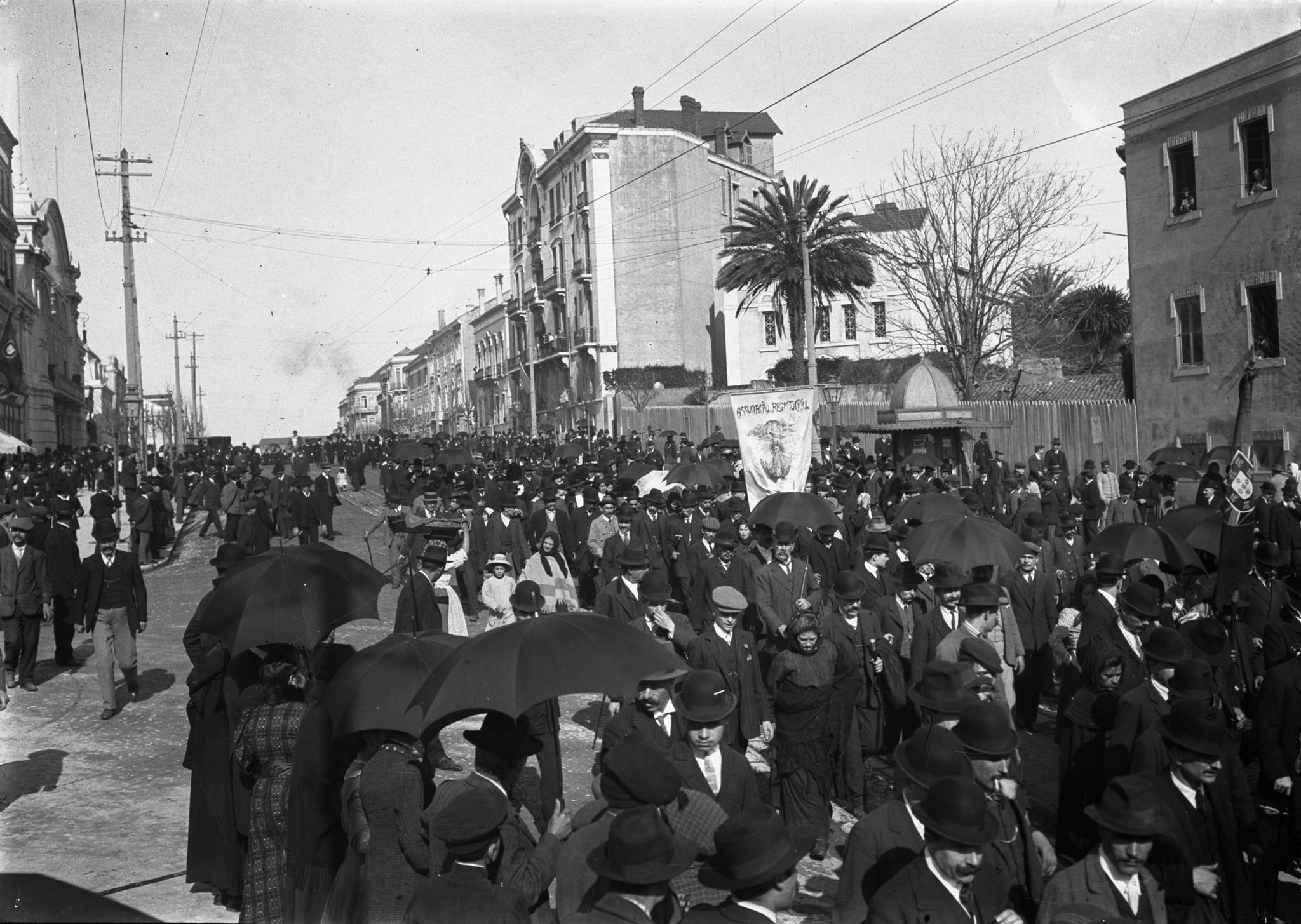
A homenagem a Teófilo Braga, o cortejo na Rua Alexandre Herculano.

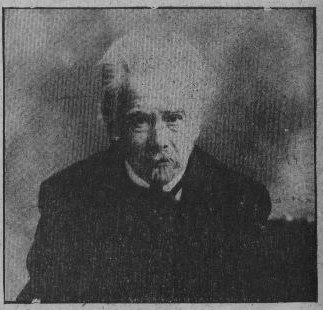
Teófilo Braga em 1915.

O seu mandato presidencial decorreu em condições difíceis, já que João Chagas que havia sido escolhido pela Junta Constitucional para presidir ao governo não pôde tomar posse do cargo, porque na noite de 16 para 17 de Maio foi vítima de um atentado, protagonizado pelo senador evolucionista João José de Freitas, que o alvejou e obrigou a permanecer internado no Hospital de São José. Embora confirmado no cargo a 17 de Maio, logo de seguida foi chamado José Ribeiro de Castro, que em 18 de Junho de 1915 foi empossado num novo governo, o 11.º Constitucional, que se manteria no poder até 29 de Novembro do mesmo ano, cessando funções apenas depois de ter terminado o mandato de Teófilo Braga. Mesmo enquanto presidente da República, recusava honras e ostentações e andava proletariamente de eléctrico, com o guarda-chuva no braço ou de bengala já sem ponteia. O exercício da presidência não estaria muito na sua maneira de ser.
Já viúvo aquando da sua eleição, após o mandato, Teófilo Braga isolou-se, dedicando-se quase em exclusivo à escrita. 
Faleceu só, no seu gabinete de trabalho de sua casa, no primeiro andar do número 70 da Travessa de Santa Gertrudes, na freguesia de Santa Isabel, em Lisboa, a 28 de Janeiro de 1924, aos 80 anos, vitima de morte súbita.
Obtém honras de Panteão em 1966, aquando da inauguração do dito templo. Os seus restos mortais, bem como o de outros ilustres portugueses foram solenemente trasladados para a Igreja de Santa Engrácia (Lisboa) no dia 5 de Dezembro desse mesmo ano. Antes disso, o seu corpo encontrava-se na Sala do Capítulo do Mosteiro dos Jerónimos.
Por morte de Teixeira Bastos (em 1901), nomeia Manuel Fran Paxeco seu testamenteiro literário, sendo a família deste, na pessoa de sua neta mais nova, Maria Rosa, que representa a de Teófilo Braga.
Foi impressa uma nota de 1.000$00 Chapa 12 de Portugal com a sua imagem.

## Obras
A vasta obra de polígrafo de Teófilo Braga cobre áreas vastas, da poesia e da ficção à filosofia, à história da cultura e à historiografia crítico-literária, e excede os 360 títulos, não contando com os artigos dispersos pela imprensa da época. Abrange temas tão diversos como o da História Universal, História do Direito, da Universidade de Coimbra, do teatro português e da influência de Gil Vicente naquela forma de manifestação artística, da Literatura Portuguesa, das novelas portuguesas de cavalaria e do romantismo e das ideias republicanas em Portugal. Também inclui artigos de polémica literária e política e ensaios biográficos, como o referente a Filinto Elísio.
Como investigador das origens dos povos, seguiu a linha da análise dos elementos tradicionais desde os mitos, passando pelos costumes e terminando nos contos de tradição oral, que lhe permitiram escrever obras como Os Contos Tradicionais do Povo Português (1883), O Povo Português nos seus Costumes, Crenças e Tradições (1885) e História da Poesia Portuguesa, obra em que levou anos a trabalhar, procurando as suas origens nas várias épocas e escolas.
Poesia
- Folhas Verdes (1859)
- Visão dos Tempos (1864)
- Tempestades Sonoras (1864)
- Torrentes (1869)
- Miragens Seculares (1884)
- Os Doze de Inglaterra: Poema (1902)

Ficção
- Contos Fantásticos (1865) (eBook)
- Viriato (1904) (eBook)

Ensaio
- As Teocracia Literárias - Relance sobre o Estado Actual da Literatura Portuguesa (1865) (eBook)
- História da Poesia Moderna em Portugal (1869)
- História da Literatura Portuguesa [Introdução] (1870)
- História do Teatro Português (1870 - 1871) - em 4 volumes
- Teoria da História da Literatura Portuguesa (1872)
- Manual da História da Literatura Portuguesa (1875)
- Bocage, sua Vida e Época (1877)
- Parnaso Português Moderno (1877)
- Traços gerais da Filosofia Positiva (1877)
- História do Romantismo em Portugal (1880)
- Sistema de Sociologia (1884)
- Camões e o Sentimento Nacional (1891)
- As Lendas Christãs (1892)
- História da Universidade de Coimbra (1891 - 1902) - em 4 volumes
- História da Literatura Portuguesa (1909 - 1918) - em 4 volumes

Antologias e recolhas
- Historia da poesia popular portuguesa (1867)
- Cancioneiro Popular (1867)
- Cancioneiro e Romanceiro Geral Português (1867)
- Cantos populares do arquipélago açoriano (1869)
- Floresta de vários romances (1869) (eBook)
- Cancioneiro português da Vaticana (1878) (eBook)
- Contos Tradicionais do Povo Português (1883)
- Romanceiro Geral Português (em volumes, 1906-1909)